# 联盟1号
联盟1号（俄语：Союз 1）苏联第三代载人航天计划联盟计划所发射的第一艘实际载有乘员的宇宙飞船。该飞船的设备故障导致了一场严重的航天事故，宇航员科马洛夫在事故中牺牲。

## 背景
联盟系列飞船本来是为支持科罗廖夫的登月计划（N1-L3）而开发的，但它在开发伊始就已经落后于美国的双子星座计划。第一艘无人联盟号飞船在1966年11月以宇宙-133的名义发射升空。然后在1967年2月又发射了宇宙-140。这两次无人任务全都是不成功的，在飞行和着陆过程中出现了这样那样的问题；宇宙-133在苏联境外自毁，宇宙-140则在着陆时沉到了10米深的水下。这中间还发生了一次联盟号火箭在发射台上爆炸的事故，使拜科努尔发射场的31号发射工位严重受损。航天计划的工作者都认为应多进行几次无人实验，但苏联领导人基于政治因素要求必须在1967年5月1日（劳动节）前将一艘有人飞船送上天。
第一艘有人飞船联盟1号预定于1967年4月在拜科努尔发射场用一枚联盟号火箭发射升空，其乘员只有一人。该次任务的原定计划是先发射载1人的联盟1号，在第二天发射载3人的联盟2号，两艘飞船在太空中对接，联盟2号乘员组中的两人以太空行走的方式转移到联盟1号内，然后两艘飞船分别返回（在事故发生后，联盟2号的飞行被取消）。为执行这次任务，从1965年就开始选拔宇航员，最后决定的是：
- 联盟1号：
  - 首发：科马洛夫
  - 替补：加加林
- 联盟2号：
  - 首发：贝科夫斯基，叶利谢耶夫，赫鲁诺夫
  - 替补：尼科莱耶夫，库巴索夫，戈尔巴特科

## 发射
联盟1号与联盟2号的乘员组于1967年4月8日抵达拜科努尔，4月15日飞船加注燃料，4月20日得到了苏联政府的通知：联盟1号的发射日期定在4月23日。火箭将从31号发射工位起飞。1967年4月23日3时35分，联盟号火箭托举着联盟1号飞船发射升空，其乘员只有一人：弗拉基米尔·米哈伊洛维奇·科马洛夫。9分钟后，飞船成功入轨。

## 轨道飞行
联盟1号从入轨的一刻起就发生了一系列故障。地面跟踪站通过分析飞船发回的数据发现，飞船的一个太阳能电池板没有展开，45K太阳敏感器也不能工作。这使得电池将很快耗尽，而太阳敏感器失灵使飞船只能依靠手动控制再入。苏联政府被迫取消了原定的对接计划。